# Jeffrey I. Gordon
Jeffrey I. Gordon (n. 1947) este un biolog, profesor și director al Center for Genome Sciences and Systems Biology de la Washington University in St. Louis. Este cunoscut la nivel internațional pentru cercetările sale asupra dezvoltării gastro–intestinale și a modului în care comunitățile microbiene intestinale afectează funcția intestinală normală, modelează diverse aspecte ale fiziologiei umane, inclusiv starea noastră nutrițională și afectează predispoziția la boli. Este membru al National Academy of Sciences, American Academy of Arts and Sciences și a Institute of Medicine of the National Academies.

## Distincții
- 1973 M.D. with honors; Alpha Omega Alpha; Upjohn Achievement Award
- 1989 Membership, Association of American Physicians
- 1990 American Federation Clinical Research Young Investigator Award
- 1990 NIDDK Young Scientist Award
- 1992 American Gastroenterology Association Distinguished Achievement Award
- 1992 Fellow, American Association for the Advancement of Science
- 1991–1994 Distinguished Service Teaching Awards, Wash. Univ, School of Medicine
- 1994 Marion Merrell Dow Distinguished Prize in Gastrointestinal Physiology
- 1998 Wellcome Visiting Professor in the Basic Medical Sciences
- 2001 Fellow, American Academy of Microbiology
- 2001 Elected, National Academy of Sciences
- 2002 Dr. Robert J. Glaser Distinguished University Professorship
- 2003 Janssen Sustained Achievement Award in Digestive Sciences
- 2003 Senior Scholar Award in Global Infectious Diseases, The Ellison Medical Foundation
- 2004 Member, American Academy of Arts & Sciences
- 2005 ASM Lecturer, American Society of Microbiology
- 2008 Elected, Institute of Medicine, National Institute of Sciences
- 2013 Selman A. Waksman Award in Microbiology
- 2013 Robert Koch Prize
- 2014 Passano Award
- 2014 Elected, American Philosophical Society
- 2014 Dickson Prize
- 2014 Howard Taylor Ricketts Award
- 2015 King Faisal International Prize in Medicine
- 2015 Keio Medical Science Prize
- 2016 Steven C. Beering Award, Indiana University[14]
- 2017 Jacobaeus Prize, Novo Nordisk Foundation[14]
- 2017 Massry Prize
- 2017 Louisa Gross Horwitz Prize
- 2018 Copley Medal
- 2018 BBVA Foundation Frontiers of Knowledge Award in Biology and Biomedicine